# بيلا فروم
بيلا فروم (بالألمانية: Bella Fromm) (و. 1890 – 1972 م) هي صحفية، ومؤلفة، وكاتِبة ألمانية، ولدت في نورنبرغ، توفيت في نيويورك، عن عمر يناهز 82 عاماً.

## جوائز
حصلت على جوائز منها:
- نيشان استحقاق صليب الضباط لجمهورية ألمانيا الاتحادية
- نيشان استحقاق صليب الضباط لجمهورية ألمانيا الاتحادية
- صليب وسام الاستحقاق من جمهورية ألمانيا الاتحادية.